# Морська гармата 380 мм/45 Модель 1935
380 mm/45 Modèle 1935 — 380-мм корабельна артилерійська гармата, яка розроблена і вироблялася у Франції. Перебувала на озброєнні ВМС Франції. Стала найпотужнішою морською гарматою в історії французького флоту.
Гармати були розроблені для нових лінкорів типу «Рішельє». І гармати, і башти фактично були збільшеним варіантом 330-мм гармат лінкорів типу «Дюнкерк». Дві чотиригарматні башти розташовувалися лінійно-піднесено в носовій частині корабля. На четвертому кораблі серії — «Гасконі» — по одній чотиригарматній башті розташовуватися на носі і кормі. Також ця гармата повинна була увійти до складу озброєння проектованих лінкорів «Ельзас».
Всього до війни була виготовлена лише 21 гармата. Через швидку капітуляцію Франції лінкори не були добудовані. «Рішельє» пішов у Дакар в напівбоєздатному стані. «Жан Бар» повели в Касабланку тільки з чотирма гарматами в першій башті. «Клемансо» не був добудований, а «Гасконь» навіть не закладався. Гармати, що залишилися у Франції, були захоплені німцями. Частину з них намагались встановити на берегових батареях. Принаймні одна гармата входила до берегових укріплень «Атлантичного валу» під Шербуром і вела стрільбу по союзниках під час висадки в Нормандії.
Гармати встигли постріляти і по союзниках, і по японських військах. 24-25 вересня 1940 року «Рішельє» вів перестрілку з британськими лінкорами під час операції в Дакарі. А «Жан Бар» брав участь у дуелі з американським лінкором «Массачусетс» 8 листопада 1942 року під час висадки союзників у Північній Африці. Після переходу на бік союзників і ремонту в 1943 році в США «Рішельє» вже разом з британськими лінкорами обстрілював японські укріплення британської Ост-Індії.
Після війни для переозброєння лінкора «Жан Бар» була виготовлена ще одна партія з 9 гармат. Гармати були встановлені під час капітальних ремонтів на «Рішельє» і «Жан Бар». Фактично тоді ж і були зроблені необхідні доопрацювання в системах стрільби і подачі боєзапасу, не здійснені французами під час війни. П'ять гармат збереглися до нашого часу і демонструються в різних експозиціях музеїв і меморіалів.

## Історія
380-мм гармата моделі 1935 року була розроблена для озброєння лінійних кораблів типу «Рішельє», що будувались в той час. Гармати розміщувались в двох чотиригарматних баштах, розташованих в носовій частині. Добудовані були тільки два кораблі — «Рішельє» і «Жан Бар». За планами після них повинні були бути закладені ще два таких корабля — «Клемансо» і «Гасконь», але цьому завадила війна. «Клемансо» був закладений, але до падіння Франції його не добудували, а потім будівництво було припинено. «Гасконь» відрізнялася іншим розташуванням башт — по одній чотиригарматній башті в носі і кормі. Але його навіть не встигли закласти. 380-мм гармати також розглядалися як один з варіантів озброєння перспективних лінкорів типу «Ельзас», але проект не вийшов навіть за стадії ескізного проектування. В деяких джерелах вважається, що гармати для них повинні були отримати індекс «380 mm/45 Model 1940»
Розробкою і виробництвом гармат займався арсенал в Руле. Всього до перемир'я було виготовлено 21 гармату. Кожен лінкор повинен був бути озброєний вісьмома гарматами. Але повністю оснастити гарматами встигли тільки лінкор «Рішельє». Після провалу дюнкеркскої операції французи виводили з європейської частини Франції в африканські порти всі кораблі, здатні плисти. На «Рішельє» до цього часу почався цикл випробувань гармат головного калібру, але встигли зробити лише 6 пострілів. У напівбоєздатному стані лінкор був спішно відправлений в Дакар. На борт встигли завантажити 296 бронебійних снарядів і до них всього 198 частин зарядів (повний заряд складався з 4 частин).
На лінкорі «Жан Бар» до його втечі з Сен-Назера до Касабланки встигли оснастити гарматами тільки носову башту № 1. Гармати у башту № 2 встановлені не були. Дві з них перебували в Сен-Назері. Одну з гармат вдалось завантажити на транспорт «Меканісьен Прінсіпаль ластен» (фр. Mécanicien Principal Lestin, друга через поломки крана завантажена не була. Під час виходу з гавані транспорт був потоплений німецькою авіацією. Разом з ним на дно пішла і гармата. Друга гармата було захоплено німцями в порту, третя — на півдорозі з Руле в Сен-Назер. Четверту ще навіть не встигли вивезти з Руле.
| Історія гармат довоєнного виробництва | Історія гармат довоєнного виробництва | Історія гармат довоєнного виробництва | Історія гармат довоєнного виробництва |
| № п/п                                 | Номер гармати                         | Заплановане місце встановлення        | Доля |
| ------------------------------------- | ------------------------------------- | ------------------------------------- | --- |
| 1                                     | R-1936-1                              | Для випробувань в Кермі               | Захоплена в 1940 році. Перевезена до Норвегії. Демонструється в військово-морській академії «Еколь Наваль» в Ланвеок-Пульмик (фр. École Navale Lanvéoc PoulmicEcole Navale Lanvéoc Poulmic).                            |
| 2                                     | R-1936-2                              | «Рішельє», башта № 1                  | Під час ремонту в США в 1943 році залишена на колишньому місці. У 1950 році після заміни лейнера — башта № 2 «Рішельє».                                                                                                 |
| 3                                     | R-1936-3                              | Гавр                                  | Захоплена німцями в 1940 році. Переведена в Норвегію. |
| 4                                     | R-1936-4                              | «Рішельє», башта № 1                  | Під час ремонту в США в 1943 році залишена на колишньому місці. У 1950 році після заміни лейнера — башта № 2 «Рішельє».                                                                                                 |
| 5                                     | R-1937-1                              | «Жан Бар», башта № 1                  | Встановлена на «Жан Бар», башта № 1. В 1943 році демонтована і встановлена на «Рішельє», башта № 2. |
| 6                                     | R-1937-2                              | «Рішельє», башта № 1                  | Під час ремонту в США в 1943 році залишена на колишньому місці. У 1950 році після заміни лейнера — башта № 2 «Рішельє».                                                                                                 |
| 7                                     | R-1937-3                              | «Жан Бар», башта № 1                  | Встановлена на «Жан Бар», башта № 1. В 1943 році демонтована і встановлена на «Рішельє», башта № 2. |
| 8                                     | R-1937-4                              | «Жан Бар», башта № 1                  | Встановлена на «Жан Бар», башта № 1. Залишалося на ньому до кінця служби. |
| 9                                     | R-1937-5                              | «Рішельє», башта № 1                  | Під час ремонту в США в 1943 році залишена на колишньому місці. У 1950 році після заміни лейнера — башта № 2 «Рішельє».                                                                                                 |
| 10                                    | R-1937-6                              | «Рішельє», башта № 2                  | У вересні 1940 року вибух у стволі під час Сенегальської операції. |
| 11                                    | R-1937-7                              | «Жан Бар», башта № 1                  | Встановлена на «Жан Бар», башта № 1. В 1943 році демонтована і встановлена на «Рішельє», башта № 2. |
| 12                                    | R-1937-8                              | Гавр                                  | Захоплена німцями в 1940 році. Вивезено в Meppen. У 1950 році встановлено на «Рішельє», башта № 1. |
| 13                                    | R-1937-9                              | «Рішельє», башта № 2                  | Під час ремонту в США в 1943 році залишена на колишньому місці, але після війни списана. |
| 14                                    | R-1937-10                             | Гавр                                  | Демонструється в Гаврі. |
| 15                                    | R-1938-1                              | «Рішельє», башта № 2                  | У вересні 1940 року вибух у стволі під час Сенегальської операції. |
| 16                                    | R-1938-2                              | «Жан Бар», башта № 2                  | Не встановлена. Захоплена німцями в Кермі в 1940 році . Вивезена в Ганновер. |
| 17                                    | R-1938-3                              | «Рішельє», башта № 2                  | У вересні 1940 вибух у стволі під час Сенегальської операції. |
| 18                                    | R-1938-4                              | «Жан Бар», башта № 2                  | Затонула разом з транспортом «Mécanicien Principal Lestin» біля Жиронди в червні 1940 року. |
| 19                                    | R-1938-5                              | Кермі                                 | Захоплена німцями в Кермі в 1940 році. Вивезена і встановлена на одній з батарей Атлантичного валу в Октевиле, де зробила 40 пострілів. У 1950 році встановлено на «Рішельє», башта № 1. Зараз демонструється в Бресті. |
| 20                                    | R-1938-6                              | «Жан Бар», башта № 2                  | Не встановлена. Захоплена німцями в Сен-Назері в 1940 році. Вивезена в Норвегію. Після війни в 1950 році встановлено на «Рішельє», башта № 1.                                                                           |
| 21                                    | R-1938-7                              | «Жан Бар», башта № 2                  | Не встановлена. Захоплена німцями по дорозі з Кермі в Сен-Назер в 1940 році . Вивезена в Ессен на заводи Круппа. |

Зарядів зі штатного пороху SD21 на «Рішельє», що стояв у Дакарі, вистачало тільки на 49 пострілів. Для поповнення боєзапасу на замовленням капітана «Рішельє» Марзена (фр. MarzinMarzin) були виготовлені заряди з пороху SD19, приготовленого для 330-мм гармат «Страсбурга». «Рішельє» був поставлений біля стіни, гарматами у бік моря. Частина екіпажу була переведена на берегові батареї. Під час сенегальської операції «Рішельє» довелося вести бій з недавніми союзниками. 24 вересня він обстрілював британські лінкори «[HMS Barham (04)|Барем]]» і «Резолюшен». Вогонь вела тільки башта № 2. Стрільба призвела до плачевних результатів. При першому ж залпі в гарматі № 7 вибухнув снаряд і вона було розірвана — з башти залишився стирчати тільки огризок довжиною декілька метрів. На третьому залпі вийшла з ладу і гармата № 8. Після пострілу з затвора вирвалося полум'я і його заклинило. Як показало обстеження, утворилося здуття ствола і була зруйнована нарізка на довжині у 8 метрів. Стрільба із гармат № 5 і 6 хоч і продовжувалася, але була безрезультатною. На наступний день була приведена в робочий стан башта № 1 і вогонь вівся з неї. За даними деяких джерел «Рішельє» домігся одного близького розриву біля борту «Барема» з пошкодженням буля в районі башти головного калібру № 2.
Після бою під час спроби розрядити гармату № 5 вона отримала пошкодження, подібні з ушкодженнями гармати № 8. Всього за три дні «Рішельє» витратив 24 380-мм снаряда і за підсумком позбувся трьох гармат головного калібру. Після висадки в 1943 році союзних військ в Африці «Рішельє» пішов на ремонт в США. На щастя, люльки гармат були цілі, тому три пошкоджених гармати були замінені на зняті з «Жан Бару». Основною проблемою була відсутність штатних снарядів OPfK Mle 1936. Незважаючи на згадування в деяких джерелах, що гармати були розточені під калібр 381 мм, це не відповідає дійсності. Для поповнення боєзапасу було видане замовлення на виробництво 380-мм снарядів компанії US Crucible Steel Company. Снаряди виготовлялися з допомогою креслень, привезених з Дакара, і за конструкцією були схожі на французькі. Випробування проводилися з допомогою четвертої гармати з «Жан Бара» на полігоні в Дальгрене. Снаряд отримав позначення OPfK Mle 1943. Виробництво здійснювалося трьома партіями. Спочатку в травні 1943 року були замовлені дві партії в 500 і 430 снарядів. Пізніше були замовлені ще 600. Перша партія снарядів була поставлена в Скапа-Флоу, де до того часу перебував «Рішельє», на початку березня 1944 року. Разом з ними були поставлені американські заряди пороху.
На завершальному етапі війни «Рішельє» використовувався разом з британськими лінкорами для обстрілу узбережжя на Азіатському театрі бойових дій. Більшу частину снарядів до того часу становили позаштатні — три чверті були американські та заряди з SD19. У процесі експлуатації були виявлені дві проблеми. Першою проблемою стала виявлена ненадійність детонаторів. Після висадки на Сабангу частина снарядів була виявлена нерозірваними. До того ж напівбронебійні снаряди добре підходили тільки для обстрілу бетонованих укріплень. Тому у Великій Британії були замовлені нові фугасні снаряди, які отримали позначення OEA Mle 1945. Навчальні стрільби та доповіді повітряних спостерігачів при бомбардуваннях берега виявили і другу проблему. При стрільбі напівзалпами утворюється занадто велике розсіювання снарядів. При стрільбі на дальності в 16 000—25 000 м розсіювання між першим і другим падаючим снарядом сягала 450 метрів, в той час як у британського лінкора «Куїн Елізабет» для його 381-мм гармат цей показник становив 250 метрів. Спочатку цю проблему вирішили за рахунок переходу на одиночну стрільбу, що зменшило розсіювання до 270 метрів. Остаточно проблему вдалося вирішити лише після війни, з допомогою установки котушок затримки пострілу і модернізації системи подачі.
| Історія гармат післявоєнного виробництва | Історія гармат післявоєнного виробництва | Історія гармат післявоєнного виробництва |
| № п/п                                    | Номер гармати                            | Місце встановлення                       |
| ---------------------------------------- | ---------------------------------------- | ---------------------------------------- |
| 22                                       | R-1945-1                                 | Залишено для випробувань в Кермі і Гаврі |
| 23                                       | R 1945-2                                 | «Жан Бар», башта № 1                     |
| 24                                       | R 1946-1                                 | «Жан Бар», башта № 1                     |
| 25                                       | R 1946-2                                 | «Жан Бар», башта № 1                     |
| 26                                       | R 1946-3                                 | «Жан Бар», башта № 2                     |
| 27                                       | R-1947-1                                 | «Жан Бар», башта № 2                     |
| 28                                       | R-1947-2                                 | «Рішельє», башта № 1                     |
| 29                                       | R-1947-3                                 | «Жан Бар», башта № 2                     |
| 30                                       | R-1947-4                                 | «Жан Бар», башта № 2                     |

Частину захоплених гармат німці спробували використовувати на берегових батареях. Три гармати були вивезені в Норвегію, на батарею в Вардосене (норв. VardaasenVardaasen) поблизу Осло. Але до кінця війни батарею так і не змогли привести в стан бойової готовності. Гармати повернулись у Францію в 1949 році і були використані при капітальному ремонті «Рішельє». Одна з гармат була встановлена в Октевілі і входила в так званий «Атлантичний вал», зробивши близько 40 пострілів. Для заміни спрацьованих гармат «Рішельє» і озброєння «Жан Бару» у 1945—1947 роках було вироблено ще 9 гармат. Одна з них використовувалося для випробувань, а решта встановлені на лінкорах.
Під час капітального ремонту «Рішельє» у Бресті у 1950—1951 роках були замінені всі гармати. У башті № 1 в ліву групу була встановлена нова, зроблена в 1947 році і відновлена з заміною лейнера гармата, яка під час війни була вивезена німцями в Меппен. У праву башту були встановлені гармати, використані німцями на берегових батареях в Норвегії і Октевілі. На знятих з башти № 1 гарматах були замінені лейнери, і потім вони були встановлені в башту № 2.
| Розподіл гармат по баштах кораблів (порядок номерів гармат в башті не визначено) | Розподіл гармат по баштах кораблів (порядок номерів гармат в башті не визначено) | Розподіл гармат по баштах кораблів (порядок номерів гармат в башті не визначено) | Розподіл гармат по баштах кораблів (порядок номерів гармат в башті не визначено) | Розподіл гармат по баштах кораблів (порядок номерів гармат в башті не визначено) | Розподіл гармат по баштах кораблів (порядок номерів гармат в башті не визначено) |
| Башта                                                                            | «Рішельє» 1940                                                                   | «Рішельє» 1943                                                                   | «Рішельє» 1950                                                                   | «Жан Бар» 1940                                                                   | «Жан Бар» 1949                                                                   |
| -------------------------------------------------------------------------------- | -------------------------------------------------------------------------------- | -------------------------------------------------------------------------------- | -------------------------------------------------------------------------------- | -------------------------------------------------------------------------------- | -------------------------------------------------------------------------------- |
| Башта № 1                                                                        | R 1936-2                                                                         | R 1936-2                                                                         | R 1947-2                                                                         | R 1937-1                                                                         | R 1937-4                                                                         |
| Башта № 1                                                                        | R 1936-4                                                                         | R 1936-4                                                                         | R 1938-5                                                                         | R 1937-3                                                                         | R 1945-2                                                                         |
| Башта № 1                                                                        | R 1937-2                                                                         | R 1937-2                                                                         | R 1938-6                                                                         | R 1937-4                                                                         | R 1946-1                                                                         |
| Башта № 1                                                                        | R 1937-5                                                                         | R 1937-5                                                                         | R 1938-8                                                                         | R 1937-7                                                                         | R 1946-2                                                                         |
| Башта № 2                                                                        | R 1937-6                                                                         | R 1937-1                                                                         | R 1936-2                                                                         | R 1938-2                                                                         | R 1946-3                                                                         |
| Башта № 2                                                                        | R 1937-9                                                                         | R 1937-9                                                                         | R 1936-4                                                                         | R 1938-4                                                                         | R-1947-1                                                                         |
| Башта № 2                                                                        | R 1938-1                                                                         | R 1937-3                                                                         | R 1937-2                                                                         | R 1938-6                                                                         | R-1947-3                                                                         |
| Башта № 2                                                                        | R 1938-3                                                                         | R 1937-7                                                                         | R 1937-5                                                                         | R 1938-7                                                                         | R-1947-4                                                                         |

## Конструкція гармати
Конструкція гармати поєднувала в собі ряд як прогресивних, так і традиційних для французьких гармат рішень. Як і всі морські гармати після 1922 року, 380-мм гармати моделі 1935 року виготовлялося з використанням технології автофретирування. Традиційно для французького флоту ствол представляв собою внутрішню трубу, оперезану великою кількістю скріплювальних кілець. У процесі складання скріплювальні кільця нагрівалися, надягались на внутрішню трубу ствола і охолоджувалися. Після цього внутрішня частина ствола піддавалася дії гідравлічного тиску в кілька тисяч кг/см2 (автофретирування). За рахунок цієї перенапруги метал зміцнювався і підвищувавсь межа пружності, а відповідно і його опір внутрішньому тиску.
|  | A. Казенна частина гармати. B. Муфта казенника. C. Дульна частина гармати. D. Камора. E. Нарізна частина ствола. | 1. Казенник. 2. Втулка затвора. 3. Поршневе гніздо. 4. Автофретований лейнер. 5. Автофретовані скріплювальні кільця. 6. Стопорне кільце. 7. Кожух з автофретованих кілець. 8. Дульна втулка. 9. Автофретована внутрішня труба. 10. Нарізи. |

ЗА архівними даними, існували два варіанти конструкції ствола:
- Mle 1935 C/35, складався з 31 частини — внутрішньої труби, казенника, затворного гнізда, 20 скріплювальних кілець, стопорного кільця, кожуха з чотирьох кілець, дуловою втулки та ступеневої лейнера, закріпленого у внутрішній трубі за допомогою стопорного кільця.
- Mle 1935 C/36, який складався з 20 частин — кількість скріплювальних кілець було скорочено до 10, і кожух замість чотирьох складався лише з трьох кілець.

Є дані про загальну кількість вироблених гармат, даних про кількість гапмат першої або другої модифікації немає.
Поршневий затвор системи Веліна з автоматичним відкриттям вгору при відкаті гармати. Затвор оснащувався гідропневматичним приводом і системою противаг. Час закривання і відкривання каналу ствола був однаковим і становив 3,5 секунди. Автоматичний запірний механізм оснащувався магазином на 10 запальных трубок.
| Характеристики гармати       | Характеристики гармати                       |
| ---------------------------- | -------------------------------------------- |
| Позначення                   | 380 mm/45 Model 1935                         |
| Калібр, мм                   | 380                                          |
| Довжина ствола, мм           | 17 882                                       |
| Довжина каналу ствола, мм    | 17 257                                       |
| Довжина нарізної частини, мм | 14 157                                       |
| Маса ствола з затвором, кг   | 94 130                                       |
| Нарізи                       | 80 штук, 3,7 мм завглибки і 8,9 мм завширки  |
| Крутизна нарізки             | постійна — 1 оборот на довжині 25,57 калібру |
| Об'єм камери, дм3            | 456,6                                        |
| Тип затвора                  | поршневий затвор Веліна                      |
| Принцип заряджання           | картузне                                     |
| Скорострільність, постр/хв   | 1,2—2,2                                      |

## Артилерійські установки
Проектування лінкорів типу «Ельзас» не вийшло за рамки ескізних проектів, тому подробиць про заплановані для них установки немає. Як варіанти розглядалися чотири- і тригарматні установки. За даними Джордана/Дюма був обраний тригарматний варіант, але його розробка не була розпочата. Також в літературі не зустрічається опис конструкції установок для берегових батарей.
Для лінкорів типу «Рішельє» заводом в Сен-Шамоні були розроблені чотиригарматні установки. Чотиригарматна башта була обрана через істотну економію ваги. За розрахунками на статтю вагового навантаження, що припадає на озброєння з восьми 380-мм гармат у двох баштах, припадало 4952 т, тоді як дев'ять гармат у трьох баштаз важили вже 6945 т. По суті 380-мм башти були збільшеним варіантом чотиригарматної 330-мм башти лінкорів типу «Дюнкерк». Це значно скоротило терміни розробки нових установок, але спричинило за собою ряд труднощів.
Принциповою відмінністю від 330-мм установок стало використання роликових погонів замість кульових. Башта була розділена 45-мм бронеперебвркою фактично на дві напівбашти. Відстань між осями внутрішніх гармат становила 2,95 м. Між осями гармат всередині напівбашт — по 1,95 м. Кожна напівбашта обслуговувалася парою власних снарядних і зарядних погребів. Їх розташування було нетрадиційним для лінкорів. Погреби однієї напівбашти розташовувалися на одній палубі — снарядні попереду і зарядні позаду основи напівбашти. Для лівої напівбашти погреби перебували на одну палубу вище, ніж для правої. Максимальна ємність погребів становила 832 бронебійні снаряди — боєзапас по 104 постріли на гармату.
Незважаючи на те, що в деяких джерелах вважається, що башти розраховувалися на цикл стрільби у 25 с., реальна скорострільність навесні 1940 року становила не більше 1,3 постріла в хвилину. Повний заряд пороху для гармати поділявся на чотири частини. Снаряди і заряди з погреба піднімалися в перевантажувальне відділення з допомогою ковшових підйомників, по одному на кожну напівбашту. Далі вони поміщались на верхні трирівневі лотки. Снаряд розташовувався внизу, а вище були два рівні по дві частини заряду. Кожна гармата обслуговувалося індивідуальним лотком. Елеватор піднімав лоток в бойове відділення, де з допомогою ланцюгового «напівгнучкого» досилача снаряд подавався в камору і слідом за ним — частини заряду. Повний час досилання становив 13,5 секунд. Затвор закривався гідропневматикою і автоматично відкривався вгору при відкаті гармати. Час закривання і відкривання затвора становив 3,5 секунди.
Приводами обертання башти і підйому стволів служили електромотори системи Леонарда з гідравлічним приводом. Кожна гармата перебувала у власній люльці, але на пару стволів у напівбашті виділявся лише один мотор, хоча у кожної гармати і була своя механічна передача. Це теоретично дозволяло піднімати і опускати гармати в одній напівбашті роздільно, але в обмеженому діапазоні. На практиці зазвичай зарядка і стрільба з гармат однієї напівбашти здійснювалася одночасно. При цьому під час стрільб у 1944 році був виявлений дуже великий розліт снарядів через їх взаємовплив при пострілі. При стрільбі на дальність у 16 000-25 000 м розліт між першим і другим снарядом досягав 450 метрів, в той час як для 381-мм гармат британського лінкора «Куїн Елізабет» цей показник становив 250 метрів. В березні 1948 року під час ремонту в Шербурі на «Рішельє» за американським прикладом у баштах були встановлені котушки затримки пострілу. Зовнішні гармати стріляли з затримкою в 60 мс. Це дало свої результати. Під час подальших стрільб в Мерс-ель-Кебірі при використанні бронебійних снарядів і повних зарядів без використання котушок затримки максимальне розсіювання снарядів склало 1710 метрів на дальності 25 000 м, середнє — 950 метрів. З їх використанням цифри склали 577 і 300 м відповідно. Ці показники були визнані задовільними, враховуючи, що гармати були зношені і в середньому до цього моменту здійснили по 150 пострілів кожна. Під час капітального ремонту «Рішельє» у Бресті у 1950—1951 роках котушки затримки були прибрані, спускові пристрої зовнішніх гармат були доопрацьовані для отримання 60-мс затримки. Пристрої подачі і перезаряджання були доопрацьовані, і цикл стрільби скоротився з 45 до 32 секунд.
Подача теоретично могла здійснюватися при будь-якому куті піднесення — аж до максимального 35°. Але під час перезаряджання при стрільбі сусідніх гармат часто траплялися заїдання, тому на практиці зарядка зазвичай здійснювалася при постійному куті піднесення до 15°. І вертикальний, і горизонтальний привід оснащувалися дистанційним управлінням (RPC). Але система Sauter-Harle-Blondel не виправдала покладених на неї надій. Так само як і для 330-мм гармат «Дюнкерка», вона не забезпечувала необхідної точності, тому необхідно було вносити ручні коригування. За підсумком від використання цього приводу відмовилися.
| Характеристики АУ лінкорів типу «Рішельє»  | Характеристики АУ лінкорів типу «Рішельє»                                     |
| ------------------------------------------ | ----------------------------------------------------------------------------- |
| Загальна маса, кг                          | 2 476 000                                                                     |
| Кількість стволів                          | 4                                                                             |
| Відстань між осями внутрішніх гармат, мм   | 2950                                                                          |
| Відстань між осями гармат в напівбашті, мм | 1900                                                                          |
| Довжина відкату, мм                        | 1325                                                                          |
| Кут підйому ствола, °                      | -5/+35                                                                        |
| Кут повороту, °                            | -150/+150 для першої і -156/+156 для другої башт, для «Гасконі» -137,5/+137,5 |
| Максимальна швидкість ВН, °/с              | 5,5                                                                           |
| Максимальна швидкість ГН °/с               | = 5                                                                           |
| Максимальна дальність стрільби             | 41 700 (+35°)                                                                 |
| Бронювання, мм                             |                                                                               |
| лоб                                        | 430                                                                           |
| борт                                       | 300                                                                           |
| тил                                        | 250                                                                           |
| дах                                        | 170-195                                                                       |

## Боєприпаси
Спочатку в боєкомплект лінкорів входив лише один тип снаряда — бронебійний моделі 1936 року. Французьке позначення «380 mm OPfK Mle 1936». OPfK — скорочення від фр. Obus de PerforetionObus de Perforetion — бронебійний снаряд. Літера «K» — скорочення від kolorant, означає, що снаряд оснащений фарбою для підсвічування кольором розривів снаряда. Конструктивно був схожий з 380 mm OPfK Mle 1935 «Дюнкерка», але відрізнявся меншою відносною вагою вибухової речовини.
Це був 890-кг снаряд великого подовження з бронебійним ковпачком і балістичним наконечником для зменшення аеродинамічного опору. Маса аеродинамічного ковпачка — 84 кг. Снаряд мав три ведучі пояски. Відмінною рисою снаряда є звуження в районі дна, через що снаряд був нестійкий при установці на дно і зберігався і подавався тільки в горизонтальному положенні. Розривний заряд складався з 21,9 кг пікринової кислоти і динітронафталіну — 2,5 % від маси снаряда. У носовій частині, під балістичним ковпачком розташовувалося барвник і до нього спеціальний запобіжник — dispositif 'K'. При попаданні в ціль підфарбовувався розрив, при падінні у воду підфарбовувався сплеск. При коригуванні стрільби це дозволяло розрізняти не тільки сплески від власних пострілів при груповій стрільби кількох кораблів, але і попадання. Снаряди для «Рішельє» оснащувалися жовтим барвником, для «Жан Бару» — помаранчевим. Донна втулка по конструкції відрізнялася від 330-мм снаряда і мала чотири порожнини для розміщення отруйних речовин. Ця можливість ніколи не була використана, але послужила причиною розривів трьох гармат «Рішельє» в Дакарі в 1940 році.
Виходячи з опису у Джордана і Дюма, можна зробити висновок, що цей снаряд оснащувався дводіапазонним підривником. Цей підривник надавав снаряду можливість використання як бронебійного і напівбронебійного. Справа в тому, що для пробиття товстої і тонкої броні потрібно виставлення детонатора на різний час спрацьовування. Для найбільшого ефекту снаряд має розірватися всередині корпусу корабля противника, в декількох метрах за бронею. Але при пробитті товстої броні снаряд витрачає час на проходження через броню і вимагає великого часу виставленої затримки вибуху. Якщо з такою затримкою снаряд потрапляє в легкоброньовану частину корпуса, то він встигає її пробити навиліт і вибухає вже за межами корпусу. Для своєчасності підриву потрібна установка на менше сповільнення підриву. У свою чергу, якщо такий снаряд потрапляє в товсту броню, він не встигає її пройти і вибухає зовні, послаблюючи бойову ефективність снаряда. Французи розробили підривник, який при зіткненні з перешкодою сам визначав необхідний час затримки. Його дія ґрунтувалося на тому, що при зіткненні з товстою бронею снаряд відчував значні негативні перевантаження. Механічно до складу детонатора входило важке кільце-втулка. При зіткненні з легкою перешкодою воно зміщувалось мінімально і залишалися відкритими набір великих отворів № 1, через які гарячі гази підпалу від детонатора проходили в заряд, і час затримки був мінімальним. При зіткненні з міцною перепоною втулка зміщувалась далі, перекриваючи більшість отворів набору № 1 і відкриваючи набір отворів № 2 меншого діаметру і газ проходив повільніше, збільшуючи час затримки.
| Снаряд OPfK Mle 1936 | Снаряд OPfK Mle 1936 | Снаряд OPfK Mle 1943 | Снаряд OPfK Mle 1943 |
| -------------------- | --- | -------------------- | --- |
|                      | 1. Підривник dispositif 'K'. 2. Ємність з барвником. 3. Балістичний наконечник (аеродинамічний обтічник). 4. Бронебійний (макарівський) ковпачок. 5. Тіло снаряда. 6. Ведучі пояски. 7. Донний детонатор. 8. Порожнина для ємності з отруйною речовиною. 9. Донна втулка. |                      | 1. Балістичний наконечник (аеродинамічний обтічник). 2. Бронебійний (макарівський) ковпачок. 3. Тіло снаряда. 4. Розривний заряд. 5. Ведучі пояски. 6. Донний детонатор. 7. Донна втулка. 8. Очко снаряда. |

В 1943 році в американської компанії «Crucible Steel» були замовлені снаряди, які отримали у французькому флоті позначення 380 mm OPfK Mle 1943. За зовнішніми розмірами він повторював французький снаряд, але виготовлявся з адаптацією під американські технології. Фактично за внутрішнім устроєм він був більше схожий з американським 356-мм снарядом — з важким бронебійним ковпачком і спрощеною дульною втулкою з використанням американського детонатора з одним часом затримки. Він був на 8,5 мм коротшим і оснащувався бронебійним наконечником масою в 14 % від маси снаряда і округленим на кінці, що дозволяло йому краще працювати при падінні на ціль під великим кутом.
Балістичний наконечник за американською схемою мав два пояси вкладишів, в які можна було встановити 0,68 кг барвника. Цього було досить для фарбування сплесків, але позбавляло можливості розрізняти попадання. У донної втулки були прибрані порожнини для отруйних речовин і встановлений трасер Mark 5 і донний підривник Mark 21 з постійним часом затримки 0,033 с. В якості вибухової речовини снаряд оснащувався 20,14 кг пікрата амонію (explosive D). Його відносна маса в 2,27 % була дещо більше звичайного для бронебійних снарядів США значення 1,5 %.
Спочатку до складу боєкомплекту 380-мм гармат «Рішельє» фугасні снаряди не входили. До кінця війни французький лінкор, спільно з британськими, став залучатися до обстрілу узбережжя. Для цього краще підходили фугасні снаряди, і у Великій Британії були замовлені фугасні снаряди, що отримали позначення 380 mm OEA Mle 1945 — фугасний снаряд моделі 1945 року (Obus Explosif en Acief — фугасний снаряд). Після війни в боєкомплект також входили снаряди моделі 1949 року французького виробництва — 380 mm OEA Mle 1949.
| Характеристики 380-мм снарядів | Характеристики 380-мм снарядів    | Характеристики 380-мм снарядів | Характеристики 380-мм снарядів | Характеристики 380-мм снарядів | Характеристики 380-мм снарядів |
| OPfK Mle 1936                  | OPfK Mle 1936                     | OPfK Mle 1943                  | OPE Mle 1945                   | OPE Mle 1949                   |                                |
| 1940                           | 1957                              | OPfK Mle 1943                  | OPE Mle 1945                   | OPE Mle 1949                   |                                |
| ------------------------------ | --------------------------------- | ------------------------------ | ------------------------------ | ------------------------------ | ------------------------------ |
| Тип снаряда                    | бронебійний                       | бронебійний                    | бронебійний                    | фугасний                       | фугасний                       |
| Довжина, мм                    | 1900,5                            | 1900,5                         | 1882                           |                                |                                |
| Маса, кг                       | 890                               | 890                            | 885                            | 884                            | 879                            |
| Розривний заряд, кг            | 21,9                              | 21,9                           | 20                             | н/д                            | н/д                            |
| Тип метального заряду          | повний, 288-кг SD21               | повний, зменшений              | повний, зменшений              | повний, зменшений              | знижений                       |
| Початкова швидкість, м/с       | 830                               | 800                            | 800                            | 800                            | 632                            |
| Максимальна дальність, м       | теоретична 41 500, реальна 37 800 | 36 500                         | 36 500                         | 36 500                         | 24 800                         |

В якості штатного заряду метальної речовини використовувався порох SD21. Заряд складався з чотирьох частин пороху в шовкових картузах, загальною масою 288 кг. За допомогою цього заряду штатного бронебійному снаряду моделі 1936 року масою 890 кг надавалась початкова швидкість 830 м/с. Теоретично при максимальному куті піднесення 35° це забезпечувало максимальну дальність 41 500 м. Практична досягнута — 37 800 м. При втечі в Дакар на борту «Рішельє» перебувало всього 49 повних зарядів пороху. Щоб вирішити цю проблему, були використані запаси пороху SD19, які зберігалися в Дакарі для лінкорів типу «Дюнкерк». Загальна маса заряду не відома, але при його використанні досягалася менша початкова швидкість і більше розсіювання снарядів. Крім того, після розриву снарядів в стволі в 1940 році в Дакарі маса заряду була зменшена, що призвело до падіння початкової швидкості до 785 м/с.
У 1943 році разом з американськими снарядами були замовлені і порохові заряди американського виробництва. Заряд складався з пороху 420 CI, загальна маса його на сьогоднішній момент невідома. В липні 1944 року принаймні три чверті зарядів на борту «Рішельє» становили заряди американського виробництва і SD19. Як вже згадувалося, заряди SD19 мали недостатню потужність. А американського зерна пороху були у вигляді коротких паличок. При використанні в великих французьких зарядах це призводило до того, що заряди не зберігали свою форму. І в системах подачі це призводило до частих заїдань. Тому французи віддавали перевагу використанню пороху власного виробництва SD21.
Пороху марок SD виготовлялися з пороху з нелеткими розчинниками. В основу цього пороху лягли німецькі розробки часів Першої світової війни. Порох складався з 64-65 % нітроцелюлози, 25 % нітрогліцерину і 8-9 % централіту. Порох мав знижену вибухонебезпечність, правда, при цьому погіршувалася і його теплотворна здатність — калорійність 800, Т 2600 °K (у більш старих порохів марок BM — 870 і 3020-3030 °K відповідно). Зерна пороху SD19 представляли собою трубки зовнішнім діаметром 14 мм і внутрішнім 4. Розмір трубчастого пороху SD21 точно невідомий, але скоріш за все товщина зводу (різниця між зовнішнім і внутрішнім радіусами) становила 5,7 мм.
| Боєкомплект лінкорів типу «Рішельє»         | Боєкомплект лінкорів типу «Рішельє» | Боєкомплект лінкорів типу «Рішельє»       | Боєкомплект лінкорів типу «Рішельє» |
| OPfK Mle 1936                               | OPE Mle 1945                        | Частин зарядів (4 частини — повний заряд) |                                     |
| ------------------------------------------- | ----------------------------------- | ----------------------------------------- | ----------------------------------- |
| Максимальний за проектом                    | 832                                 | 3328?                                     |                                     |
| «Рішельє», червень 1940 при виході з Бреста | 296                                 | 198                                       |                                     |
| «Рішельє», квітень 1943                     | 407                                 | 373                                       |                                     |
| «Жан Бар», січень 1957                      | 328                                 | 406                                       | 3000                                |

Після серйозних ушкоджень 24 і 28 вересня 1940 року гармат № 5, 7 та 8 у другій вежі лінкора «Рішельє» було проведено спеціальне розслідування. Пошкодження всіх трьох гармат були подібними. При пострілі полум'я виривалося з-під затвора, систему електрозапалу зносило геть форсом полум'я і затвор заклинювало або він працював з великими труднощами. Кожух гармати був здутий, скріпні кільця зміщувалися зі своїх місць на 4-12 мм. Внутрішня частина ствола мала яйцеподібне здуття. Нарізка збереглася на ділянці від здуття в бік казенної частини і зруйнована на ділянці від здуття до дульного зрізу. Характерні пошкодження говорили про те, що вони завдані снарядом, що розірвався у стволі. Уважне вивчення показало, що причина у впливі дульних газів на донну частину снаряда.
Було проведено ряд випробувань на березі і в Тулоні на борту старого броненосця «Condorcet». Випробування проводилися із зарядами пороху SD19 і SD21, що застосовувалися на борту «Рішельє». Снаряди створювалися під тиск в стволі у 3200 кг/см2. Проте 24 вересня 1940 року порох у погребі «Рішельє» мав аномально високу температуру 40 °C. Підвищена початкова температура пороху призвела до значного зростання тиску під час пострілу, яке за розрахунками досягло значення 3700 кг/см2. Але навіть це підвищення тиску не повинно було привести до аварії, так як снаряди проектувалися з коефіцієнтом запасу міцності. Тому було звернуто увагу на конструкцію донної частини снаряда.
У бронебійному снаряді моделі 1936 року були чотири порожнини для розміщення отруйних речовин. Ці порожнини з донної частини закривалися заглушками. За формою це були шайби товщиною 10 мм з виступами товщиною 5 мм з боків. Випробування показали, що при знятих заглушках снаряди витримували тиск 4200 кг/см2. Однак при встановлених на місце заглушках відбувалося їх руйнування вже при тиску до 2800 кг/см2. Осколки кришки пробивали або серйозно деформували верхню стінку порожнини. Відбувалося її руйнування, і гарячі дульні гази проходили через запобіжник і підпалювали розривний заряд. Відбувався вибух снаряда в стволі.
Всупереч даним деяких джерел причина розриву була зовсім не у використанні зарядів SD19. 24 вересня використовувалися якраз штатні заряди SD21, і навпаки на наступний день використання зарядів SD19 не спричинило за собою ніяких розривів снарядів. Єдиною проблемою зарядів SD19 стало значне зниження початкової швидкості снаряда. Для зарядів SD21 початкова швидкість становила 830 м/с при тиску в той день 3700 кг/см2. Для зарядів з SD19 початкова швидкість виявилася 785 м/с — значно менше очікуваної 805 м/с. При цьому тиск сягав 3200 кг/см2. Недостатня потужність зарядів SD19 вберегла гармату № 1 від розривів у стволах, але призвела до труднощів при управлінні стрільбоюю. Снаряди з меншою початковою швидкістю лягали з недольотами.
Щоб виправити становище, порожнини були закладені цементом і закриті більш міцними кришками. Випробування показали, що така конструкція витримувала тиск 6000 кг/см2. Використання зарядів SD21 знову ставало можливим, але через підвищену початкову температуру пороху комісія рекомендувала знизити масу заряду для забезпечення початкової швидкості 785 м/с замість штатних 830 м/с. Висновки комісії затягнулися, і звіт був наданий замовнику тільки 10 квітня 1942 року. З метою перевірки достатності виконаних модифікацій були проведені тестові стрільби з гармати № 6 у другій башті «Рішельє».
| Механізм розриву снаряда в стволі «Рішельє» 24 вересня 1940 року | Механізм розриву снаряда в стволі «Рішельє» 24 вересня 1940 року |
| ---------------------------------------------------------------- | --- |
|                                                                  | 1. Надлишковий тиск при згорянні зарядів пороху SD21 досягає значення 3700 кг/см2. Руйнуються заглушки, що закривають порожнини для отруйних речовин. 2. Уламки зруйнованої кришки потрапляють на передню стінку порожнини, і вона руйнується. 3. Гарячі порохові гази з камери проходять через порожнину і детонатор. 4. Гарячі гази контактують з розривним зарядом, що призводить до вибуху снаряда в стволі. |

## Збережені екземпляри

Гармата R-1938-5 на експозиції в Бресті

Всього було виготовлено 21 гармату довоєнної та 9 гармат післявоєнної серій. Післявоєнні гармати не збереглися. Станом на початок 2014 року збереглися п'ять гармат довоєнного виробництва, що демонструються в експозиціях музеїв.
Гармата R-1938-5, яка використовувалась німцями при обороні Атлантичного валу і закінчила службу в башті № 1 лінкора «Рішелье», демонструється в Бресті, біля мосту Рекувранс. Гармата R-1937-10 демонструється в Гаврі. Одна з вивезених німцями в Норвегію гармат — R-1936-1 — демонструється у французькій військово-морській академії «Еколь Наваль», розташованій в Ланвеок-Пульмік, південній частині затоки, в північній частині якої розташований Брест. Четверту гармату — R-1936-2, яка була встановлена на «Рішельє», можна побачити в арсеналі Руле. Одна зі знятих з «Рішельє» гармат використовувалась італійським флотом для випробувань швидкісних снарядів. Її можна побачити в експозиції військово-морського арсеналу в Ла-Спеції.

## Аналоги
Французькі лінкори не встигли пройти весь цикл випробувань до початку Другої світової війни, і тому не змогли вилікуватися від «дитячих хвороб». Так, головний калібр перебував фактично у напівбоєздатному стані. При відплитті «Рішельє» з Дакара системи подачі боєприпасів у баштах фактично не працювали. Розриви снарядів у стволі гармати, що сталися 24 вересня 1940 року, показали, що нові снаряди не були випробувані і тому не був вчасно виявлений конструктивний дефект їх донної частини. Також великою проблемою для французького флоту стала втрата виробничої бази і вимушений перехід на заряди з пороху SD19 з гіршими характеристиками, ніж у штатного SD21. Гармати «Рішельє» вели стрільбу 24 і 25 вересня 1940 року по британських лінкорах «Куїн Елізабет» і «Ривендж» в Дакарі. «Жан Бар» брав участь у дуелі з американським «Массачусетсом» 8 листопада 1942 року в Касабланці. І хоча влучень французи не досягли, важко судити про їх бойову ефективність, якби французи, як британці і американці мали можливість доопрацювати свої гармати.
| Розрахункові показники бронепробивності в мм американської броні класу «A» — борт / класу «B» — палуба, на дистанції | Розрахункові показники бронепробивності в мм американської броні класу «A» — борт / класу «B» — палуба, на дистанції | Розрахункові показники бронепробивності в мм американської броні класу «A» — борт / класу «B» — палуба, на дистанції | Розрахункові показники бронепробивності в мм американської броні класу «A» — борт / класу «B» — палуба, на дистанції | Розрахункові показники бронепробивності в мм американської броні класу «A» — борт / класу «B» — палуба, на дистанції | Розрахункові показники бронепробивності в мм американської броні класу «A» — борт / класу «B» — палуба, на дистанції | Розрахункові показники бронепробивності в мм американської броні класу «A» — борт / класу «B» — палуба, на дистанції | Розрахункові показники бронепробивності в мм американської броні класу «A» — борт / класу «B» — палуба, на дистанції | Розрахункові показники бронепробивності в мм американської броні класу «A» — борт / класу «B» — палуба, на дистанції | Розрахункові показники бронепробивності в мм американської броні класу «A» — борт / класу «B» — палуба, на дистанції |
| Лінкор | Гармата | 0 км | 5 км | 10 км | 15 км | 20 км | 25 км | 30 км | 35 км |
| --- | --- | --- | --- | --- | --- | --- | --- | --- | --- |
| «Рішельє» | 380 mm/45 Modèle 1935                                                                                                | 935 | 779/19 | 630/38 | 514/57 | 421/78 | 355/98 | 301/136 | 259/217 |
| «Кінг Джордж» | 14"/45 Mk VII | 800 | 677/19 | 565/36 | 477/57 | 405/76 | 353/102 | 277/152 | 190/314 |
| «Венгард» | 15"/42 Mk I/N | 866 | 728/20 | 604/39 | 507/60 | 428/82 | 368/115 | 280/180 | |
| «Бісмарк» | 38 cm/52 SKC/34 | 894 | 747/18 | 622/35 | 518/53 | 431/69 | 356/89 | 293/129 | 240/195 |
| «Вітторіо Венето» | 38,1 cm/50 Ansaldo 1934                                                                                              | 904 | 783/18 | 670/34 | 573/52 | 488/69 | 428/89 | 373/116 | 311/187 |
| «Норт Керолайн» | 16"/45 Mk 6 | 770 | 661/23 | 560/49 | 479/73 | 413/102 | 354/139 | 296/243 | |

У порівнянні з європейськими аналогами цього ж калібру, табличні дані французької гармати були на досить високому рівні. При стрільбі з однієї гармати розсіювання було порівнянним з розсіюванням британської 381-мм гармати. При цьому бронепробивність французької гармати була вищою, ніж у 52-калиберної німецької 380-мм гармати на всіх дистанціях. Британській 381-мм гарматі вона починала програвати тільки при пробитті палуб на дистанціях понад 27 км, що рідко зустрічалися в реальних боях. Італійська 381-мм гармата завдяки важчому снаряду з більшою початковою швидкістю, мала більшу дальність і кращі характеристики бронепробивності при пробитті вертикального поясу, поступалося при пробитті палуб (а ця характеристика була важливіша під час Другої світової війни). До того ж ціною, заплаченою за це, стали незадовільні характеристики точності стрільби і живучості ствола.
| Порівняльні характеристики артилерії головного калібру лінкорів споруди 1930-1940-х років |                 |                 |              |              |              |                  |         |           |           |         |
| Корабель                                                                                  | «Кінг Джордж V» | «Венгард»       | «Шарнгорст»  | «Бісмарк»    | «Літторіо»   | «Норт Керолайна» | «Айова» | «Дюнкерк» | «Рішельє» | «Ямато» |
| Держава                                                                                   | Велика Британія | Велика Британія | Третій рейх  | Третій рейх  | Італія       | США              | США     | Франція   | Франція   | Японія  |
| Тип гармати                                                                               | Mk VII          | Mk I/N          | 28 cm SKC/34 | 38 cm SKC/34 | Ansaldo 1934 | Mk6              | Mk7     | Мм m1931  | M1935     | Type 94 |
| Калібр, мм                                                                                | 356             | 381             | 283          | 380          | 381          | 406              | 406     | 330       | 380       | 460     |
| Маса гармати, кг                                                                          | 80 256          | 101 605         | 53 250       | 111 000      | 111 664      | 100 363          | 121 519 | 70 535    | 94 130    | 165 000 |
| Маса бронебійного снаряда, кг                                                             | 721             | 879             | 330          | 800          | 885          | 1225             | 1225    | 560       | 890       | 1460    |
| Маса ВР в снаряді, кг                                                                     | ?               | 22              | 7,84         | 18,8         | ?            | 18,36            | 18,36   | ?         | 21,9      | 33,85   |
| Початкова швидкість снаряда, м/с                                                          | 757             | 749             | 890          | 820          | 850 (870)    | 701              | 762     | 870       | 830       | 780     |
| Максимальна дальність стрільби, м                                                         | 35 260          | 30 500          | 42 747       | 36 520       | 42 263       | 33 741           | 38 720  | 41 700    | 41 500    | 42 030  |

1. ↑  За винятком короткоствольної 420-мм гармати моделі 1875 року.
2. ↑  «R» означає, що гармата виготовлена на арсеналі в Руле. Чотири наступні цифри означають рік виготовлення. Остання цифра порядковий номер гармати в році.
3. ↑  За даними Дуліна/Гарцке і Кемпбелла також при першому вистрілі.
4. ↑  Оцінка результатів стрільби достатньо суперечлива. Явно про влучання говорять лише Дулін і Гарцке. Джордан явно не згадує про це влучання. Стрільба велась трьома калібрами: 380 і 152 мм з «Рішелье» і 240 мм з берегових батарей. У Джордана декілька близтких розривів, в том числі той, який вказаний у британському джерелі, не прив'язаний до конкретного калібру. За британськими даними був зафіксований близький розрив 240-мм або 380-мм снаряда: Another shell, probably 9.4 inch (possibly 15 inch) exploded short, underwater on the starboard side abreast the funnel. The bulge structure for 7 feet abreast the explosion was forced inboard and sufficiently strained to allow slow flooding of the lower bulge compartments. H. M. SHIPS DAMAGED OR SUNK BY ENEMY ACTION 3rd. SEPT. 1939 to 2nd. SEPT. 1945 (Admiralty, 1952).
5. ↑  В той час, коли дві гармати лівої напівбашти здійснювали залп, дві гармати з правої напівбашти перезаряджались.
6. ↑  За даними ст. 104. На ст. 105 помилково вказано, що це R 1938-3.
7. ↑  За даними ст. 104. На ст. 105 помилково вказано, що це R 1938-7.
8. ↑  При дистанційному управлінні рухомий директор керував вогнем головного калібру, а той, що розміщувався на верхівці щогли-надбудови, супроводжував ціль. Сигнал з напрямком на ціль і розрахованим кутом піднесення гармат передавався у башту. Але силовий привід не забезпечував необхідної точності, а часом і швидкості виставляння кута. Тому необхідно було здійснити коригування за допомогою ручного приводу.
9. ↑  Джордан говорить, що 330-мм и 380-мм снаряди за конструкцією були подібні, при цьому явної вказівки на те, що 380-мм снаряд оснащувався дводіапазонним підривником, він не дає. Опис самого підривника він дає лише для 330-мм снаряду «Дюнкерка», згадуючи, що такі підривники почали встановлюватись з 305-мм снаряда моделі 1906 року, що входили в боєзапас броненосців типа «Дантон».
10. ↑  Розрахунки дистанцій проведені за формулами FACEHARD и можуть відрізнятись від табличних і реальних значень бронепробивності гармат. Снаряд проникає за броньову перешкоду, зберігаючи здатність до детонації — підривник справний, стакан снаряда с ВВ не зруйнований.

1. 1 2  Campbell, 1985, с. 281.
2. 1 2  Jordan, Dumas. French Battleships. — P. 125.
3. 1 2 3 4 5 6 7 8  Jordan, Dumas. French Battleships. — P. 104.
4. 1 2 3 4  Jordan, Dumas. French Battleships. — P. 205.
5. ↑  Jordan, Dumas. French Battleships. — P. 126.
6. ↑  Jordan, Dumas. French Battleships. — P. 142—143.
7. ↑  Dulin, Garzke. British, Soviet, French and Dutch Battleships of World War II. — P. 92
8. ↑  Jordan, Dumas. French Battleships. — P. 147.
9. 1 2 3  Jordan, Dumas. French Battleships. — P. 186.
10. ↑  Dulin, Garzke. British, Soviet, French and Dutch Battleships of World War II. — P. 94
11. ↑  Campbell, 1985, с. 283.
12. 1 2 3  Jordan, Dumas. French Battleships. — P. 187.
13. 1 2  Jordan, Dumas. French Battleships. — P. 195.
14. 1 2 3  Jordan, Dumas. French Battleships. — P. 199.
15. 1 2 3 4  Jordan, Dumas. French Battleships. — P. 211.
16. 1 2 3  Jordan, Dumas. French Battleships. — P. 105.
17. 1 2 3  Jordan, Dumas. French Battleships. — P. 103.
18. ↑  Jordan, Dumas. French Battleships. — P. 180.
19. 1 2  Сулига, 1996, с. 7.
20. 1 2 3 4 5 6  Jordan, Dumas. French Battleships. — P. 102.
21. ↑  Dulin, Garzke. British, Soviet, French and Dutch Battleships of World War II. — P. 126
22. ↑  Сулига, 1996, с. 8.
23. 1 2 3  Jordan, Dumas. French Battleships. — P. 106.
24. ↑  Jordan, Dumas. French Battleships. — P. 204.
25. ↑  Jordan, Dumas. French Battleships. — P. 40.
26. ↑  Jordan, Dumas. French Battleships. — P. 34.
27. 1 2 3 4  Jordan, Dumas. French Battleships. — P. 218.
28. 1 2  Jordan, Dumas. French Battleships. — P. 194.
29. ↑  Campbell, 1985, с. 279.
30. 1 2 3  Jordan, Dumas. French Battleships. — P. 149.
31. 1 2  Jordan, Dumas. French Battleships. — P. 150.
32. ↑  Jordan, Dumas. French Battleships. — P. 124.
33. ↑  Линкоры Второй мировой, 2005, с. 247.
34. ↑  Линкоры Второй мировой, 2005, с. 236—237.